# Coupe d'Asie de football ConIFA 2025
Navigation
Édition précédente 2027
La Coupe d'Asie de football ConIFA 2025 est la seconde édition de la Coupe d'Asie de football ConIFA qui a lieu en Angleterre du 1 au 5 juillet 2025,, un tournoi continental de football pour les États, les minorités, les apatrides et les régions non affiliées à la FIFA organisé par la ConIFA,.
Tamil Eelam remporte la première Coupe d'Asie de football ConIFA en 2023,.
Tamil Eelam remporte la deuxième Coupe d'Asie de football ConIFA 2025 en Angleterre, après avoir battu le Turkestan oriental 5 buts à 0,,.

## Historique

### Ville et stade
Le tournoi a lieu dans la ville de Walton-on-Thames et tous les matchs sont joués au Elmbridge Xcel Sports Hub.

## Tournoi

### Phase de groupe
| Équipe             | J | V | N | D | BM | BE | DB | Pts |
| ------------------ | - | - | - | - | -- | -- | -- | --- |
| Îlam tamoul        | 2 | 2 | 0 | 0 | 6  | 1  | +5 | 6   |
| Turkestan oriental | 2 | 1 | 0 | 1 | 7  | 6  | -1 | 3   |
| Tibet              | 2 | 0 | 0 | 2 | 4  | 10 | -6 | 0   |

| 1 juillet 2025 | Îlam tamoul                                       | 4 – 0 | Tibet | Elmbridge Xcel Sports Hub, Walton-on-Thames |  |
| [ 15 ]         | Prashshanth 4e · Adshayan 34e · Sharushan 58e 72e |       |       |                                             |  |
| [ 15 ]         | (Rapport)                                         |       |       |                                             |  |

| 2 juillet 2025 | Îlam tamoul               | 2 – 1 | Turkestan oriental       | Elmbridge Xcel Sports Hub, Walton-on-Thames |  |
|                | Yaathav 33e · Sanujan 52e |       | 88e Abdushukur Abuduryim |                                             |  |
|                | (Rapport)                 |       |                          |                                             |  |

| 3 juillet 2025 | Turkestan oriental                                                                                | 6 – 4 | Tibet                                               | Elmbridge Xcel Sports Hub, Walton-on-Thames |  |
|                | Farmin Imitov · Abdushukur Abuduryim · Dilzat Abdrim · Satuk Can · Said Kassymov · Imran Abdrimov |       | Karma Bhagentsang · Lennox Tendhar · Tenzin Yougyal |                                             |  |
|                | [ (Rapport)]                                                                                      |       |                                                     |                                             |  |

### Finale
| 4 juillet 2025 | Îlam tamoul                                                     | 5 – 0 | Turkestan oriental | Elmbridge Xcel Sports Hub, Walton-on-Thames |
|                | Senthuran 16e 50e · Thomas 77e · Sharushan 82e · Aathithtan 84e |       |                    |                                             |
|                | (Rapport)                                                       |       |                    |                                             |

| Champion Coupe d'Asie de football ConIFA 2025 |
| --------------------------------------------- |
| Îlam tamoul Second titre                      |

## Statistiques, classements et buteurs

### Classement des buteurs
3 buts      
- Sharushan

2 buts    
- Senthuran
- Karma Bhagentsang
- Abdushukur Abuduryim

1 but  
- Lennox Tendhar
- Tenzin Yougyal
- Thomas
- Aathithtan
- Prashshanth
- Adshayan
- Yaathav
- Sanujan
- Farmin Imitov
- Dilzat Abdrim
- Satuk Can
- Said Kassymov
- Imran Abdrimov